# Lethe ochrescens
Lethe ochrescens är en fjärilsart som beskrevs av Clayton Dissinger Mell 1942. Lethe ochrescens ingår i släktet Lethe och familjen praktfjärilar. Inga underarter finns listade i Catalogue of Life.